# Marijan Mrmić
Marjan Mrmić est un footballeur international croate né le 6 mai 1965.
Il était gardien de but.

## Palmarès
- 14 sélections et 0 but avec l'équipe de Croatie.
- Troisième de la Coupe du monde 1998 avec la Croatie.